# هزارة
الهَزَارَة (بالفارسية: هزاره، بالحروف اللاتينية: Həzārə؛ Hazaragi: آزره، بالحروف اللاتينية: Āzrə) هي مجموعة عرقية ومُكوِّن رئيسي من سكان أفغانستان، موطنها الأصلي هو هزارستان في وسط أفغانستان، والمناطق الشمالية من مقاطعة بلوشستان في باكستان، وهي من أكبر الجماعات العرقية في أفغانستان، وإحدى أكبر الأقليّات في باكستان، ويتركّز معظمهم في كويتا، وكذلك في إيران. يتحدثون اللهجات الدارية والهزاراجية الفارسية. والداري هي إحدى اللغتين الرسميتين في أفغانستان، يتكلمون الفارسية، يسكنون وسط أفغانستان في المرتفعات الوسطى، ويشتغلون في الزراعة والصناعة، ويدينون بالإسلام أغلبهم من الشيعة وأقلية سنية.
يعتبر الهزارة من أكثر الجماعات اضطهادًا في أفغانستان،وقد تعرّضوا لموجات من الاضطهاد مرّات كثيرة خلال العُقود الماضية.

## أصل نشوء الهزارة
جاء في (دائرة المعارف الإسلامية): الجبال التي بين هندوكوش وجبل بابا في الشمال ووادي هلمند في الشرق والجنوب، أعني المنطقة المعروفة قديما باسم الـ«غُور» تسكنها الآن قبائل تعد بحسب سحنتها كلها أو بعضها من الجنس الترکی والمغولی – الهزارة-، والهزارة الذين يشغلون أكبر قسم من الجبال يتكلمون لغة الهزارة التي تأثرث باللغة التركية والمنغولية فهم أغلبهم شيعة اثنا عشرية وهم يسكنون غرب أفغانستان على الحدود مع إيران حسب راديو لندن (بي بي سي) القسم الفارسي، والتي تبث إلى كل من إيران، أفغانستان، وطاجيكستان، بتاريخ : (25-2-1366 هـ ش -1987 م)، عن الدكتور «ريتشارد بتر» قوله حول الهزارة " تتكلم قومية الهزارة اللغة الدرية، ويستفاد فيها من لغات وكلمات تركية ومغولية كثيرة.

## أصل التسمية هزارة
لا يزال أصل كلمة "هزارة" محل نزاع بين الباحثين، وهناك آراء مختلفة حول أصل هذا الاسم.
- ذكرَ بابُر، مؤسس إمبراطورية المغول في أوائل القرن السادس عشر، اسم "الهزارة" في بابرنامة، وقد وردت كلمة "الهزارة" باسم "الهزارة التركمان" عدة مرات في بابرنامة.[22]
- يرى المؤرخ عبد الحي حبيبي أنَّ كلمة "هزاره" قديمةٌ جدًّا وهي مُشتقَّة من "هزالة" (həzālə) التي تعني: طيِّب القلب، وتحوَّلَت مع الوقت إلى "هزارة".
- إن كلمة " هزار" الفارسية تعني الألف، وأما بالنسبة إلى وجه التسمية وإطلاقا على هذه القومية فيقول " وحيدي فولا ديان " – وهي الأرجح- : قبل الإسلام كانت قومية الهزارة تعبد الأصنام، فكان لهم ألف صنم، ولكل صنم بيتا للعبادة، وعندما أسلموا حطموا هذه الأصنام، وبنوا مكانها ألف مسجد ومنبر للإسلام.

تعددت أسماء هذه القومية، وأسماء مناطق سكنهم إلى:
1. أحد الكتاب وهو «بليومي» يقول: بلد «عرسارت» الذي جاء ذكره في الكتاب المقدس ينطبق على مناطق الهزارة اليوم، فحدود موطنهم من مدينة كابل وغزنة إلى مدينة هراة، ومن قندهار إلى بلخ.
2. كان يطلق قبل أكثر من (2500) سنة على مناطق الهزارجات اسم «ستاغيديا».
3. أسماء «زاوُل» و«زاوُلستان» التي كانت تطلق على مناطق واسعة من مركز أفغانستان تشمل اليوم جميع مناطق الهزارجات، أي من ولاية – محافظة- غزنة، وقندهار، وولاية زابل الحالية، إلى بهسود، ودايزنكي، ودايكندي، وكل أراضي أرزكان.
4. عالم الجغرافيا المشهور «بطليموس» اليوناني أطلق في القرن الثاني الميلادي على مناطق الهزارجات اسم «باروبا ميزوس Parpamizus».
5. المناطق الجنوبية، وجنوب غرب الهزارجات، أي من حدود أرغنداب إلى مالستان وجاغوري، كانت تسمى قبل الإسلام بـ" أراكوزيا"، عاصمتها " هُزالة ".

1. أطراف ونواحي غزنة جاءت في كتاب (رسالة السفر) لهيوان تسانغ بعنوان " تاوكبسوتو".
2. غرجستان، وحدود ها من شمال غرب منطقة الهزارجات، أي من حدود دايزنكي إلى ولاية بادغيس، وجميع ولاية غُور الحالية التي سميت بعد دخول الإسلام إليها بـ" غرجستان"، ولكن في بعض الأحيان كانت تطلق هذه التسمية على جميع مناطق الهزارجات، وكلمة " غر" في اللغة الفارسية القديمة – لغة البهلوي- معناها بالعربية الجبل، فغرجستان يعني الجبال.
3. أرض داور – زمين داور- وكانت تسمى بهذه التسمية المناطق التي كانت تقع في غرب الهزارجات.
4. من أشهر أسماء مناطق الهزارة الشيعية في العهد الإسلامي هي " غُور" و" غُورستان " التي أطلقت عليها في القرن الأول الهجري، وكلمة "غُور " في لهجة الهزارة الفارسية تطلق على الحفر والأودية، والسبب في ذلك هو أن المناطق التي يسكنها الهزارة تكثر فيها الأودية والحفر.
5. قبل الهجوم الوحشي الغادر من قبل الأمير عبد الرحمن خان على مناطق الهزارة الشيعية كانت تسمى بأراضي هِزارِستان.

وأطلق البعض من المؤرخين الذين لهم إلماما وخبرة بجغرافية أفغانستان على مناطق الهزارة اسم " هزاره آباد "، و" مملكة الهزارة "، وذكروا بأن مركز الهزارجات هو " دايزنكي " الذي كان يسمى قديما " بيك بيك "، ومنطقة أرزكان باسم " بيك شاه ".

## مساحة مناطق الهزارة
مناطق الهزارجات اليوم، والشامل لـ" دره صوف " و" بلخاب " لا تتجاوز مساحتها أكثر من سبعين ألفا من الكيلو مترات المربعة، في الحال أن مساحتها كانت تبلغ أكثر من (200000 كلم المربع)، والسبب في ذلك الضغوطات والحملات الوحشية التي مورست ضد هذه القومية الشيعية من قبل حكام وأمراء بعض القوميات ولاسيما أمراء البشتون السنية، ففي القرن العاشر والحادي عشر الهجري أصبحت مناطق الهزارة بالتدريج محدودة ومحصورة، وبالأخص في زمن حكم " هوتكيان "، فتراجعت على أثرها قومية الهزارة إلى مركز مناطقهم، وأما في زمن حكم الأمير عبد الرحمن خان الدموي فقد أُقتطعت الكثير من أراضي الهزارة، وأعطيت إلى قومية البشتون الذين شاركوا في الهجوم على الهزارة، وقد مارس هذا الأمير بحق هذه القومية أبشع الجرائم، والسبب في ذلك كونهم من الشيعة الأثني عشرية

## قبائل وعشائر الهزارة
تنقسم قومية الهزارة في أفغانستان إلى عدة عشائر وقبائل وهي:
1. هزارة بَدَخْشِي: وهم يقطنون في محافظتي قطغن، وبدخشان.
2. هزارة لاجين (Lachin): في أطراف مدينة بلخ، وبلخاب، وسنكجارك (Sangcharak)، وقد قاوموا ببسالة حملة جنكيز خان وحاربوه بشدة، ولكنهم بعد ذلك ترجعوا إلى الهند.
3. هزارة قندوز: وهم في ولاية قندوز، والبعض منهم حنفي المذهب، وينقسمون إلى ثمانية عشائر وهي: قرلق، نيك بي، مايل، هشت خوجة، داي كلان، نيمان، علي جمع، وغيرها.
4. هزارة خلم: ويقطنون في نفس المنطقة – خلم – منذ أمد بعيد.
5. هزارة كيان: في شمال شرق الهزارجات، وهم عشائر: زي نظر، زي جاني، بابه كلو، زي شادي، زي غولة.
6. هزارة ولايات الشمال: فهزارة " كركك " يقطنون في شمال بغلان، وهزارة " كوهكداي " في نواحيها، وهزارة " قول برس " في مركز ولاية تخار، وهزارة " بابولة " في أقسام من سمنكان، واما بالنسبة إلى هزارة تركستان الذين يقطنون الولايات الشمالية فإن عددهم يبلغ أكثر من مليون ونصف نسمة، وهم يعيشون في المناطق التالية: مزار شريف، جاركنت (charkent)، شول كرة (ٍShowlgarah)، بشت بند (Poosht –e- band)، بلخاب، درة صوف، جمتال (Chemtall)، بلخمري، هشدة نهر، كشندة، سنكجارك، اسميدان، كاشان، دولت آباد، وغيرها.
7. هزارة تاتار: وهؤلاء يقطنون منطقة كوتل، وقد حافظوا على العادات والتقاليد الشعبية عند الهزارة.
8. هزارة بنجشير (Panjshir): وهم من عشائر: جهر علي، باب علي، سنكي خان (Sangi Khan)، كلاب خيل (Gulab Khil)، دوست علي، وجمعيتهم يقطنون منطقة بجشير، ولايما في " رخة " و" درة هزارة " أي " الوادي الهزارة".
9. هزارة ولاية غُور: وهم من هزارة ولسوالي، وسرجنكل (Sarjangle).
10. هزارة المغول: ويقطنون في ولاية غُور، فراه، هراة، بغلان، وسربُل (Sar- e- pool).
11. هزارة نكودريان: ونكودر هذا هو ابن هولاكو، وعندما أسلم سمي نفسه أحمدا، واستلم الحكم بعد أخيه " أبقا خان "، وذلك بين أعوام: (670 – 683 م)، والجدير بالذكر أن هزارة نكودريان، وفي مختلف نقاط سيستان وقندهار حاربوا الأمير تيمور لنك، وجرحوه في رجله وذلك في منطقة سيستان، وبقى أثر الجرح في رجله إلى آخر حياته، وسمي بعد ذلك الحين بـ" تيمور لنك " أي تيمور الأعرج.
12. هزارة بادغيس: ويسمون أيضا بهزارة خراسان، وهزارة هراة، وهزارة قلعة نو، وهزارة دايزنيات، وهم من قبائل: جمشيدي، دايزنكي، بهسودي، زيمات، بر نقرة، قهقهة، كند لان، باي بوغة، برات لدر، كندا، قدي، قلمني، لاغري، مامكة، جعفري، قبجاق، خاجة، فرستان كاكة، ايسم بوغة، بوبك، باي غور، مير ميرك، ايك نوكة، وغيرها، ومن قادة هزارة بادغيس الشجعان: " درويش علي خان بيلكر بيكي"، في هراة، وهو الذي بنى " قلعة نو" أي قلعة جديدة.
13. هزارة ميمنة: ويقطنون في مدينة ميمنة.

1. هزارة سرخ بارسا: في ولاية بروان (Parwan)، وشمال شرق الهزارجات في منطقة ولسوالي.
2. هزارة بد راو.
3. هزارة قول خول، وقول ليج.
4. هزارة بغل.
5. هزارة كدي(Hazara-e-Gady): ويسكنون في منطقة " جهارده (Chahaar Dih) كابل، وقلعة فتح الله، وده مراد خان، وعلاء الدين، قرغة، قلعة قاضي، تنكي للندر، قرية بغمان، وهم من بقايا عشائر البهسود، ودايمير داد الهزارة.
6. هزارة أوغان، وجرمان.
7. هزارة لوكر (Hazar-e-Logar): وهم من عشائر قيملود، ومحمد خاجة، ودايميرداد.
8. هزارة بكتيا (Hazara-e-Paktiya): حسب التاريخ القديم للهزارة، فإن بهسود كان له شقيق باسم مقصود، وأبناء بهسود هم الذين يشكلون عشائر بهسود الهزارة الحالية، واما أبناء مقصود فإنهم قد بقوا في النواحي الجنوبية بين قومية البشتون الأفغانية.
9. چچ هزارة (Chach Hazara): وهم يقطنون في شمال شرق باكستان ماوراء نهر السند، وفي بعض مرتفعات جبال الهملايا.

القوميات الأفغانية الأصلية تصاف إليها كلمة " زي " كـ" أوغو رة زي " أي المثل الشعبي الأفغاني، وأما بالنسبة إلى الهزارة، فإن القومية والطائفة الأصلية فيها تضاف إليها كلمة " داي "، وتسمى بـ" هزارة داي ".
وكلمة الـ" داي " تعني الشجاع، وهي في الأصل كلمة صينية، وأسماء أكثر من عشرين عشيرة وقبيلة في قومية الهزارة تبدأ بكلمة " داي " وهم كالآتي:
1. داي كلان: وهم يشكلون أكبر عشيرة لدى الهزارة، ويقطنون في جنوب غرب منطقة الهزارجات، وشمال شرقها.

وداي كلان هي إحدى الأقسام الأربعة لعشيرة " شيخ علي "، وهي:
أ‌-	نايماق. ب- كرم على. ج- قرلق. د- داي كلان.
ويقطنون في المناطق التالية: سرخ بارسا، شيخ علي، قول ليج، بنجشير، خان آباد، قلعة زال، تخار، مزار شريف، بدخشان، وغيرها من المناطق.
وأهم فروع عشائر داي كلان الشيخ علي هي: خدير، الله داد، شيرك، منصور، دولت خاني، علي خاني، خوجة علي، رحمان قلي، فقير الله، بابه تول، شاد محمد، منصور بيك، نايماق، كرم علي، شكر الله، مقصود، زي كاكة، بابة علي، مهر علي، دوست علي، علي جمعة، هشت خوجة، وغيرها.
1. دايزنكي: وهم يقطنون في المناطق التالية: بنجاب، ورس، يكاولنك، لعل سرجنكل، وهم يشكلون أيضا أكبر عشيرة في الهزارة، ومن عشائرهم: ايسميل، اندة، التجي، أسد الله، بيك، أحمد بيك، ارداد، بچه غلام (Bacheh – e -Ghullam)، بابة جي، باتورك، برخي، بهسودي، بوبك، بيكة، بترة، بيرعلي، بير مزيد، بينة زرد، تاني، تكانة، ترغي، جوجي (Chochy)، جونك (Choonak)، حسين، حيدر بيك، خردك زي، خوش آمد، خاجة أحمد، خاجة داد، خودي، خريدة، زي آدم، زاهيدم، شاهي، غلام علي، غيب علي، فردوس، مقدم، محمود، وغيرها.
2. داي جوبان (Dai Chopan): ويحدهم من الشرق دامرده جاغوري، ومن الغرب تناجة (Tanacheh)، بوركانة، جنارتو (Chanrto)، سنك رستم، جورة (Chora)، ومن أهم عشائرهم: شوي، اسفنديار، ميان نشين، شيرة، بوباش، أمير شيخ حسين، باتيمور، تيمور تاش، دوزي، عادل بيك، صحبت خان، تارليغ، وغيرها.
3. داي ختا: وهم يقطنون في مناطق أرزكان، كيزاب (Gezab)، وكيجران، وعشائرهم هي: سلطان أحمد، قوة علي، مراد علي، شاه علي، حسين علي، وغيرها.
4. داي فولاد: وهم يقطنون في المناطق التالية: أجرستان، مالستان، وكيجران.
5. داي ميرك: وهم في مناطق شولتر، قرة خال، ديوانة، قشلاق، سر آسياب، دهن غوري، بوينقرة، جيل (Chil)، آنجورك، ومن أهم العشائر: ختا، خودي، جاجة، بيك مراد، مقصود، قبجاق، زي مزيد، وغيرها.
6. داية: وهم في مناطق شمال شرق مدينة قندهار، وحتى حدود جاغوري.
7. داي ميركشة: وعشائرهم: جاغوري، قرة باغ، خاجة ميري، جغتو، وناور.
8. داي ميرداد: ويقطنون في شرق الهزارجات، وغرب مدينة كابل، وتنقسم مناطق سكنهم إلى ثلاثة وهي: دامنة كيرو (Gero)، دامنة بيتو، وتولخشة.

ومن عشائرهم: تول أختة، طولو، دولت شاه، خاخ، جورجي، كنكر، حيات، يرغة، بادة، مير خوش، زي منى، وغيرها.
والبعض من هزارة داي ميرداد يقطنون في منطقة " درة صوف " في ولاية سمنكان، بالاشافة إلى " داي ميرداد " البهسود.
1. داي كندي: ومن أهم شخصيات قضاء ناحية الداي كندي هو " دولت بيك " الذي كان يحكم نصف الهزارجات، ومن أهم عشائرهم: دولت بيك، أحمد بيك، خوشحال بيك، نَظَرْ، قنبر، تركة، روشن بيك، حيدر بيك، بيك علي، خدير، قودي، دودة، موسى، عيسى، فيرستان، ساروان، نيكة، وغيرها.
2. داي دهقان: وهم يقطنون منطقة البهسود، ويعود أصلهم إلى أولاد بهسود، ويتفرعون إلى عشائر: دارو، دندة، كامل، آدينة، قودي، أيمن داد، بير مزيد.
3. داي قُُوزي: ويقطنون في باميان، خان آباد، وبالأخص في مناطق: شيبر، سيغان وكهمرد.
4. داي زينات: يقال عن هزارة باد غيس، غُور، وهراة "داي زينات ".
5. داي ملك: في كيزاب (Gezab)، وأرزكان.
6. داي بيركة: في أجرستان، والبعض منهم في مالستان.
7. داي نوري: وهم يقطنون في منطقة أول البهسود.
8. داي ميري
9. داي ديغك: ويقطنون في منطقة قطغن على حدود آق جشمة (Akchashmah)، وسمنكان.
10. داي حقاني
11. داي قلندر
12. داي كيو

## شخصيات من هزارة

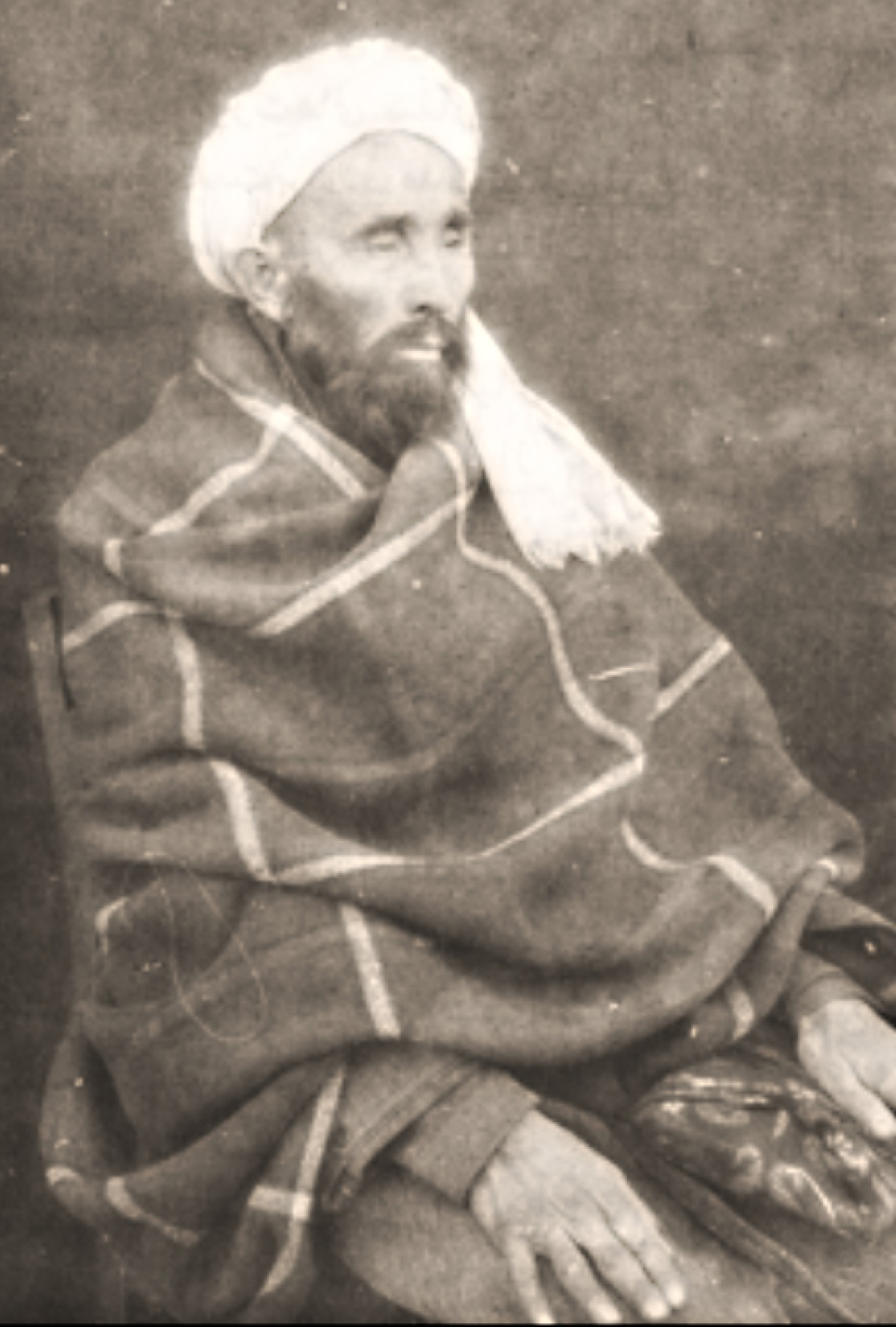
فيض محمد كاتب

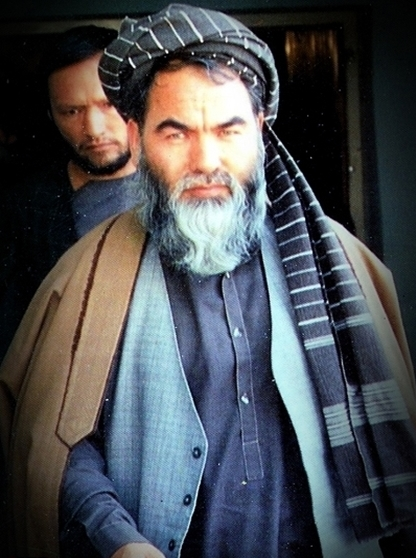
عبد العلي مزاري

- فيض محمد كاتب
- عبد العلي مزاري
- عذرا جعفري
- إسماعيل بلخي
- قاضي محمد عيسى
- سيد عسكر موسوي
- حسن فولادي
- أكرم ياري
- سرور دانش
- سيد مصطفى كاظمي
- سيما سمر
- حبيبة سرابي
- كريم خليلي
- رمضان بشردوست
- روح الله نيكبا
- أبرار حسين
- حمید رحيمي
- أبرار حسين
- زوهيب إسلام أميري
- وكيل حسين الله داد
- محمد إسحاق الفياض
- داود سرخوش

## معرض صور

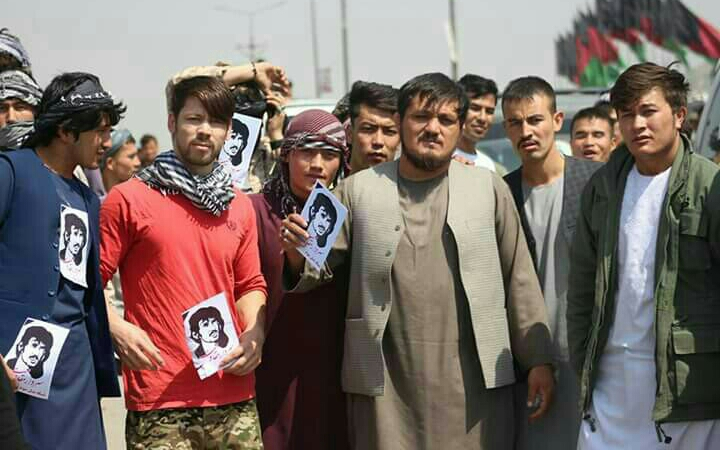
رجال الهزارة في كابل